# 大阪市電梅田善源寺町線
梅田善源寺町線（うめだぜんげんじちょうせん）は、大阪市の大阪駅前停留場 - 都島本通停留場間を結んでいた大阪市電の軌道路線である。
第四期線に含まれる。大阪市電で最後まで残った路線の一つである。路線は現在の地下鉄谷町線東梅田駅 - 都島駅間におおむね沿っている。また、1960年以降はトロリーバスの路線とその多くが並行していた。
もとは大阪駅前を起点としていたが、道路混雑の激しい御堂筋を横断する大阪駅前 - 阪急東口間は先に廃止となり、それ以降は阪急東口が起点となっていた。阪急東口では、大阪市電最後の日となった1969年3月31日に、当時の中馬馨大阪市長も出席して最終電車を見送るセレモニーが行われた。

## 路線データ
- 起点：大阪駅前停留場
- 終点：都島本通停留場
- 営業キロ：3.0km
- 停留場数：8（起終点含む）
- 軌間：1,435mm
- 電化方式：直流600V

## 沿革
- 1919年（大正8年）12月14日：阪急電車前停留場 - 高垣町停留場間（0.4km）開業。
- 1920年（大正9年）
  - 4月17日：天神橋筋六丁目（東）停留場 - 淀川停留場間（0.5km）開業。
  - 6月16日：高垣町停留場 - 天神橋筋六丁目（西）停留場間（1.0km）延伸開業。
  - 8月28日：天神橋筋六丁目（西）停留場 - 天神橋筋六丁目（東）停留場間（0.1km）延伸開業、天神橋筋六丁目（西）停留場廃止。
- 1921年（大正10年）6月7日：淀川停留場 - 都島橋停留場間（0.4km）延伸開業。
- 1922年（大正11年）
  - 7月10日：桜の宮車庫開設。
  - 7月11日：都島橋停留場 - 桜の宮車庫前停留場間（0.7km）延伸開業。
  - 8月14日：桜の宮車庫を都島車庫に、桜の宮車庫前停留場を都島車庫前停留場に名称変更。
- 1924年（大正13年）ごろ：本庄中野町停留場を中崎町停留場に改称。
- 1926年（大正15年）4月15日：都島車庫前停留場 - 東野田沢上江町線沢上江町四丁目停留場間を開業。
- 1929年（昭和4年）5月20日：沢上江町二丁目停留場開業。
- 1933年（昭和8年）1月 - 2月：日本国有鉄道城東線高架化に伴う上下切替で、高垣町駅 - 中崎町駅間の跨線橋部分を地平化[1]。
- 1936年（昭和11年）ごろ：沢上江町二丁目停留場を都島本通停留場に改称。
- 1939年（昭和14年）3月14日：阪急電車前停留場を阪急阪神前停留場に改称。
- 1940年（昭和15年）ごろ：都島車庫前停留場を都島停留場に改称。
- 1944年（昭和19年）6月1日：戦時体制下で終日急行運転実施のため、高垣町停留場、浮田町停留場、長柄国分寺停留場、淀川停留場、都島橋停留場を廃止。
- 1945年（昭和20年）
  - 3月13日 - 5月6日：戦災のため天神橋筋六丁目停留場 - 都島停留場間休止。
  - 8月24日：大阪駅前停留場（東乗場）開業。都島停留場を都島車庫前停留場に改称。
  - 10月24日：天神橋筋六丁目停留場 - 都島車庫前停留場間を運行再開。
- 1946年（昭和21年）9月1日：淀川停留場が復活。
- 1951年（昭和26年）以前：阪急阪神前停留場を廃止。
- 1951年（昭和26年）10月20日：大阪駅前停留場（東乗場）を阪急東口停留場に改称。
- 1953年（昭和28年）11月20日：浮田町停留場、長柄国分寺駅停留場が復活。
- 1964年（昭和39年）6月20日：南北線大阪駅前停留場 - 阪急東口停留場間廃止。
- 1969年（昭和44年）4月1日：阪急東口停留場 - 都島本通停留場間廃止。

## 電停一覧
全電停とも大阪府大阪市に所在していた。
| 停留場名                          | 読み                         | 営業キロ | 接続路線 | 所在地 |
| --------------------------------- | ---------------------------- | -------- | --- | ------ |
| 大阪駅前停留場                    | おおさかえきまえ             | 0.0      | 大阪市電：南北線 大阪市営地下鉄：1号線（梅田駅）、2号線（東梅田駅） 日本国有鉄道：東海道本線、大阪環状線（大阪駅） 阪神電気鉄道：本線（梅田駅） 京阪神急行電鉄：神戸本線、宝塚本線、京都本線（梅田駅）   | 北区   |
| 阪急東口停留場                    | はんきゅうひがしぐち         | 0.1      | 大阪市営地下鉄：1号線（梅田駅）、2号線（東梅田駅）、3号線（西梅田駅） 日本国有鉄道：東海道本線、大阪環状線（大阪駅） 阪神電気鉄道：本線（梅田駅） 京阪神急行電鉄：神戸本線、宝塚本線、京都本線（梅田駅） | 北区   |
| 中崎町停留場 (旧本庄中野町停留所) | なかざきちょう               | 0.9      | | 北区   |
| 浮田町停留場                      | うきたちょう                 | 1.1      | | 北区   |
| 天神橋筋六丁目停留場              | てんじんばしすじろくちょうめ | 1.5      | 大阪市電：長柄橋筋線、天神橋西筋線 京阪神急行電鉄：千里線（天神橋駅） 阪神電気鉄道：北大阪線 | 北区   |
| 長柄国分寺停留場                  | ながらこくぶんじ             | 1.7      | | 北区   |
| 淀川停留場                        | よどがわ                     | 2.0      | | 北区   |
| 都島車庫前停留場                  | みやこじましゃこまえ         | 2.7      | | 都島区 |
| 都島本通停留場                    | みやこじまほんどおり         | 3.0      | 大阪市電：都島守口線、東野田沢上江町線 | 都島区 |

※接続路線、接続駅の名称は廃止時点のもの